# Augochloropsis quinquepectinata
Augochloropsis quinquepectinata är en biart som beskrevs av Embrik Strand 1910. Augochloropsis quinquepectinata ingår i släktet Augochloropsis och familjen vägbin. Inga underarter finns listade.